# Tart-l'Abbaye
Tart-l'Abbaye foi uma antiga comuna francesa na região administrativa da Borgonha-Franco-Condado, no departamento de Côte-d'Or. Estendia-se por uma área de 3,36 km². Em 2010 a comuna tinha 231 habitantes (densidade: 68,8 hab./km²).
Em 1 de janeiro de 2019, passou a fazer parte da nova comuna de Tart.